# 파르티잔스케

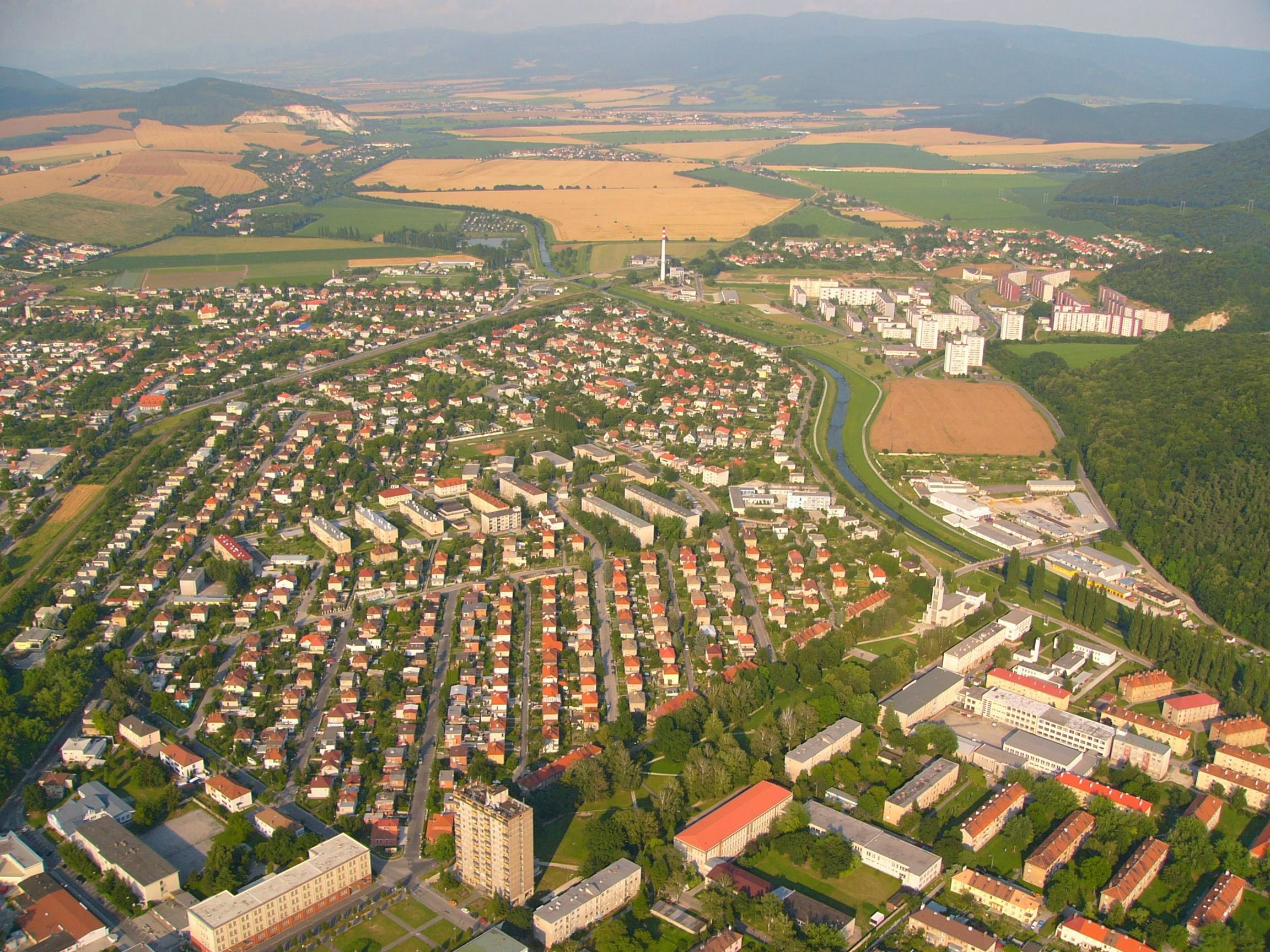
하늘에서 내려다 본 파르티잔스케 시가지

파르티잔스케(슬로바키아어: Partizánske, 헝가리어: Simony 시모니[*])는 슬로바키아 트렌친 주에 위치한 도시로 면적은 22.375km2, 높이는 195m, 인구는 24,340명(2006년 기준), 인구 밀도는 1,088명/km2이다. 니트라에서 약 55km, 브라티슬라바에서 약 131km 정도 떨어진 곳에 위치한다.
1938년 시모노바니(Šimonovany)에 신발 공장이 건립되면서 바툐바니(Baťovany)라는 이름을 가진 마을이 형성되었다. 1948년에는 도시 지위를 부여받았으며 1949년 2월 9일에는 슬로바키아 민족 봉기에 가담했던 현지 주민들을 기념하기 위한 차원에서 "파르티잔의 마을"이라는 뜻을 가진 파르티잔스케라는 이름으로 변경했다. 사회주의 체제 시기에는 약 10,000명의 직원들이 30,000,000켤레에 달하는 신발을 생산했지만 1990년대에 신발 공장이 민영화되면서 생산량이 크게 감소했다.

시기
시 문장